# برت اوستربوسخ
برت اوستربوسخ (هلندی: Bert Oosterbosch; ۳۰ ژوئیهٔ ۱۹۵۷ – ۱۸ اوت ۱۹۸۹) دوچرخه‌سوار اهل هلند بود.
از باشگاه‌هایی که در آن رکاب زده‌است می‌توان به تی‌آی-رالی اشاره کرد.
وی در مسابقات کشوری و بین‌المللی در مجموع برندهٔ ۲ مدال طلا، ۱ مدال برنز شده‌است.